# Faraoniwka
Faraoniwka (ukrainisch Фараонівка; russisch Фараоновка Faraonowka, rumänisch Faraoani) ist ein Dorf in der ukrainischen Oblast Odessa mit etwa 1900 Einwohnern (2001).
Das 1832 gegründete Dorf gehört seit dem 12. Juni 2020 administrativ zur  Petropawliwka im Norden des Rajon Bilhorod-Dnistrowskyj. Zuvor war es das Zentrum der gleichnamigen Landratsgemeinde, zu der noch das Dorf Pschenytschne (Пшеничне, ⊙) mit etwa 400 Einwohnern gehörte. Bis 2020 lag das Dorf im Rajon Sarata, der dann dem Rajon Bilhorod-Dnistrowskyj angegliedert wurde. Im Dorf gab es vor dem Zweiten Weltkrieg eine bessarabiendeutsche Minderheit (Einwohner 1930: 19 Deutsche, 2.375 Andere. Einwohner 1940: 11 Deutsche, Mehrheitlich Andere), die das Dorf Pharaonowka nannten.
Die Ortschaft liegt nahe der moldauisch-ukrainischen Grenze auf einer Höhe von 43 m am Ufer des Babej (Бабей), einem 31 km langen, linken Nebenfluss der im Sassyksee mündeten Sarata (Сарата), 6 km südöstlich vom Gemeindezentrum Petropawliwka (Петропавлівка), 65 km nordwestlich vom Rajonzentrum Bilhorod-Dnistrowskyj und 100 km westlich vom Oblastzentrum Odessa. Im Dorf gibt es mehrere landwirtschaftliche Betriebe und eine ukrainische Grenzkontrollstelle.
Durch Faraoniwka verläuft die Territorialstraße T–16–48, die nördlich der Ortschaft an der Grenze zur Republik Moldau endet.